# NGC 5965/1
NGC 5965/1 је спирална галаксија у сазвежђу Змај која се налази на NGC листи објеката дубоког неба.
Деклинација објекта је + 56° 41' 8" а ректасцензија 15h 34m 2,0s. Привидна величина (магнитуда) објекта NGC 5965 износи 11,9 а фотографска магнитуда 12,7. NGC 59651 је још познат и под ознакама UGC 9914, MCG 10-22-20, CGCG 297-16, IRAS 15328+5651, FGC 1918, KCPG 469B, PGC 55459.